# Priddy Glacier
Priddy Glacier är en glaciär i Antarktis. Den ligger i Östantarktis. Nya Zeeland gör anspråk på området. Priddy Glacier ligger 946 meter över havet.
Terrängen runt Priddy Glacier är bergig åt nordväst, men åt sydost är den kuperad. Trakten är obefolkad. Det finns inga samhällen i närheten. 